# Caspiopetalum schestoperovi
Caspiopetalum schestoperovi är en mångfotingart som beskrevs av Hans Lohmander 1931. Caspiopetalum schestoperovi ingår i släktet Caspiopetalum och familjen Caspiopetalidae. Inga underarter finns listade i Catalogue of Life.